# Гай Кассий Лонгин (консул 96 года до н. э.)
Гай Кассий Ло́нгин (лат. Gaius Cassius Longinus; умер предположительно не раньше 87 года до н. э.) — римский политический деятель и военачальник из плебейского рода Кассиев, консул 96 года до н. э. Возможно, участвовал в Октавиевой войне.

## Происхождение
Гай Кассий принадлежал к плебейскому роду, представители которого начали занимать консульские должности в первой половине II века до н. э. Согласно Капитолийским фастам, отец Гая носил преномен Луций; предположительно это был Луций Кассий Лонгин Равилла (консул 127 года до н. э.). Дедом Гая был либо Гай Кассий Лонгин (консул 171 года до н. э.), либо Квинт Кассий Лонгин (консул 164 года до н. э.), а старшим братом — Луций Кассий Лонгин (консул 107 года до н. э.).

## Биография
Надёжные и датированные упоминания о Гае Кассии в сохранившихся источниках относятся только к его консулату (96 год до н. э.). Известно, что в начале своей карьеры Лонгин был монетарием, и в историографии есть разные гипотезы относительно дат: учёные пишут о 126, 109 или 104 годах до н. э., а также о промежутках между 124 и 103 или 119 и 110 годами до н. э. Лонгин чеканил денарии, на которых были изображены голова богини Ромы, урна для голосования, серьга каплевидной формы (аверс) и богиня Свободы в квадриге (реверс).
Позже Гай Кассий баллотировался в народные трибуны, но проиграл выборы. На его дальнейшую карьеру это не повлияло. Не позже 99 года до н. э., учитывая требования закона Виллия, установившего определённые временные промежутки между высшими магистратурами, Гай Кассий должен был занимать должность претора, а в 96 году до н. э. он стал консулом вместе с ещё одним плебеем — Гнеем Домицием Агенобарбом.
О консулате Лонгина и Агенобарба источники практически ничего не сообщают (90-е годы до н. э. в целом считаются «тёмной эпохой» в римской истории). Сохранились только упоминания имён магистратов в Капитолийских фастах, Пасхальной хронике, у Идация и Кассиодора.
Граний Лициниан пишет о некоем Гае Кассии в связи с событиями Октавиевой войны (гражданской войны, развернувшейся в Италии в 87 году до н. э.). Тогда проконсул Гней Помпей Страбон оборонял Рим от армии марианцев. Сенат, узнав, что Страбон серьёзно болен, направил ему на смену нового командующего — Гая Кассия, который предположительно может быть идентифицирован как Гай Кассий Лонгин, консул 96 года до н. э. О дальнейшей судьбе этого военачальника Граний Лициниан не сообщает; известно только, что армия Страбона большей частью перешла на сторону противника, после чего Рим сдался без боя.